# Martha Kronenberg

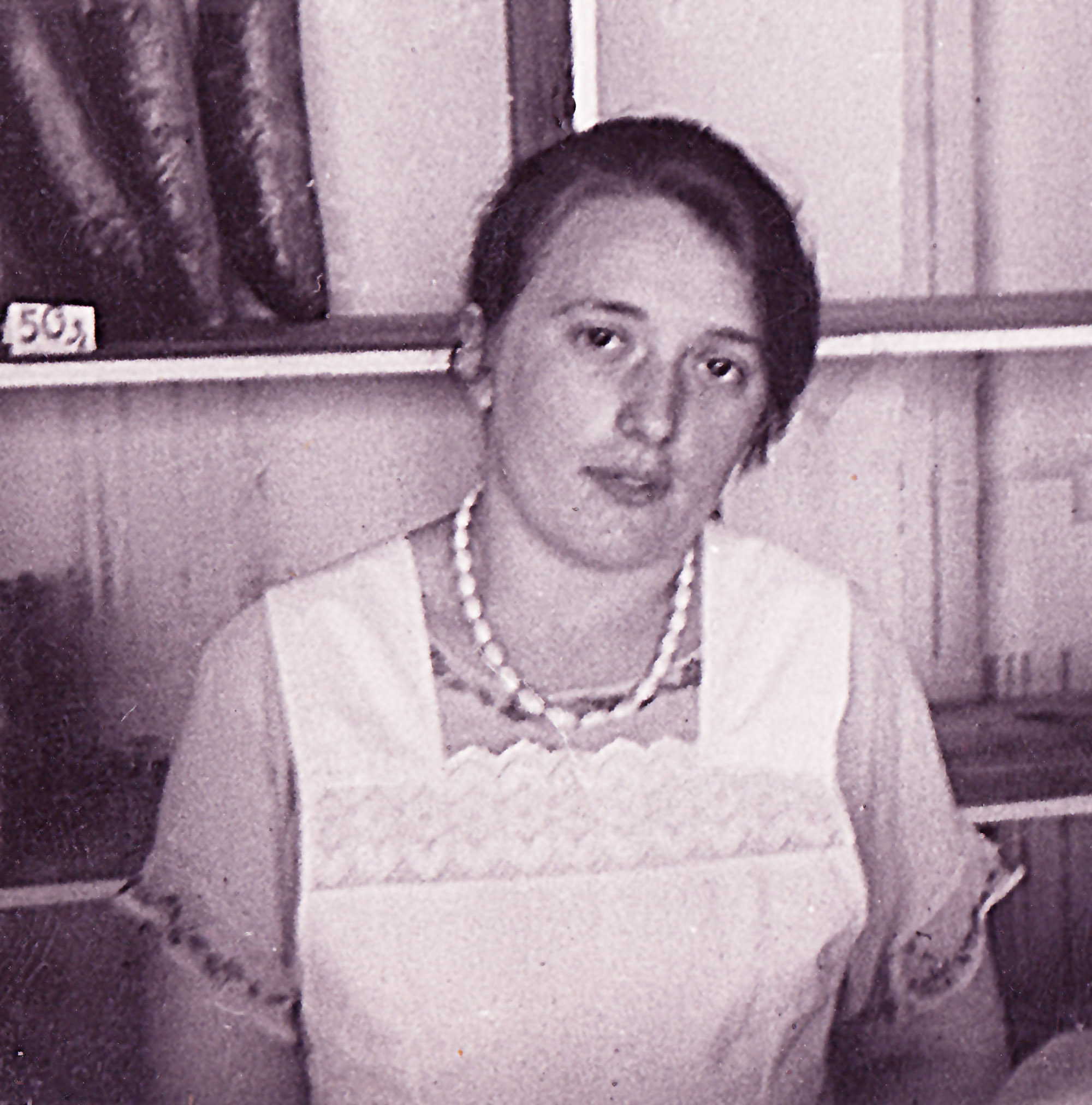
Martha Kronenberg als Brotverkäuferin um 1938

Martha Kronenberg (* 14. Februar 1911 in Schwelm; † 6. Dezember 2009 ebenda) war eine Bäckerstochter und Brotverkäuferin, die sich in der Zeit des Nationalsozialismus für verfolgte jüdische Mitbürger in Schwelm und dem benachbarten Wuppertal einsetzte.
Kronenbergs Einsatz wurde erst 40 Jahre später in Schwelm öffentlich bekannt. Zur Würdigung ihrer Person beschloss die Stadt im September 2018, eine projektierte Straße als „Martha-Kronenberg-Weg“ zu benennen.

## Leben und Engagement
Martha Kronenberg stammte aus einer Familie engagierter Katholiken. Ihr Vater Johannes Kroonenberghs (1870–1947) war als gebürtiger Niederländer um 1890 aus Arcen nach Deutschland eingewandert und hatte sich mit eigener Bäckerei in Schwelm selbständig gemacht. An seiner niederländischen Staatsbürgerschaft hielt er lebenslang fest und gab dem eigenen Familiennamen erst unter nationalsozialistischem Druck eine eingedeutschte Version. Mit Ehefrau Auguste, geb. Aust aus Oelkinghausen, hatte er neun Kinder, darunter Martha als jüngste Tochter. Ihr wurden von Kindheit an Aufgaben einer Brotausträgerin und -verkäuferin im Familienbetrieb zugewiesen.
Als Teil der katholischen Gemeinde Schwelms stellte sich Familie Kronenberg in den 1930er Jahren dem aufgekommenen Nationalsozialismus entgegen. Sämtlichen Mitgliedern der Familie wurde zu späterer Zeit bescheinigt, sich im Widerstand gegen die NS-Herrschaft am Ort engagiert zu haben. Ihnen kam der öffentliche Charakter ihres Hauses mit angeschlossener Großbäckerei zugute. Im Kunden- und Lieferverkehr getarnt, entwickelte sich das Haus zu einem Schnittpunkt im Netzwerk des katholischen Widerstands der Stadt.
Dem Beispiel der Eltern folgend, begann sich Martha Kronenberg vor allem für die bedrängten und entrechteten jüdischen Mitbürger einzusetzen. Ende 1938 wurde sie denunziert und vor Gericht des Vorwurfs angeklagt, einer Bekannten die Behandlung bei einem jüdischen Arzt empfohlen zu haben. Im Verfahren lehnte sie es ab, ihre beklagte Aussage zu widerrufen.

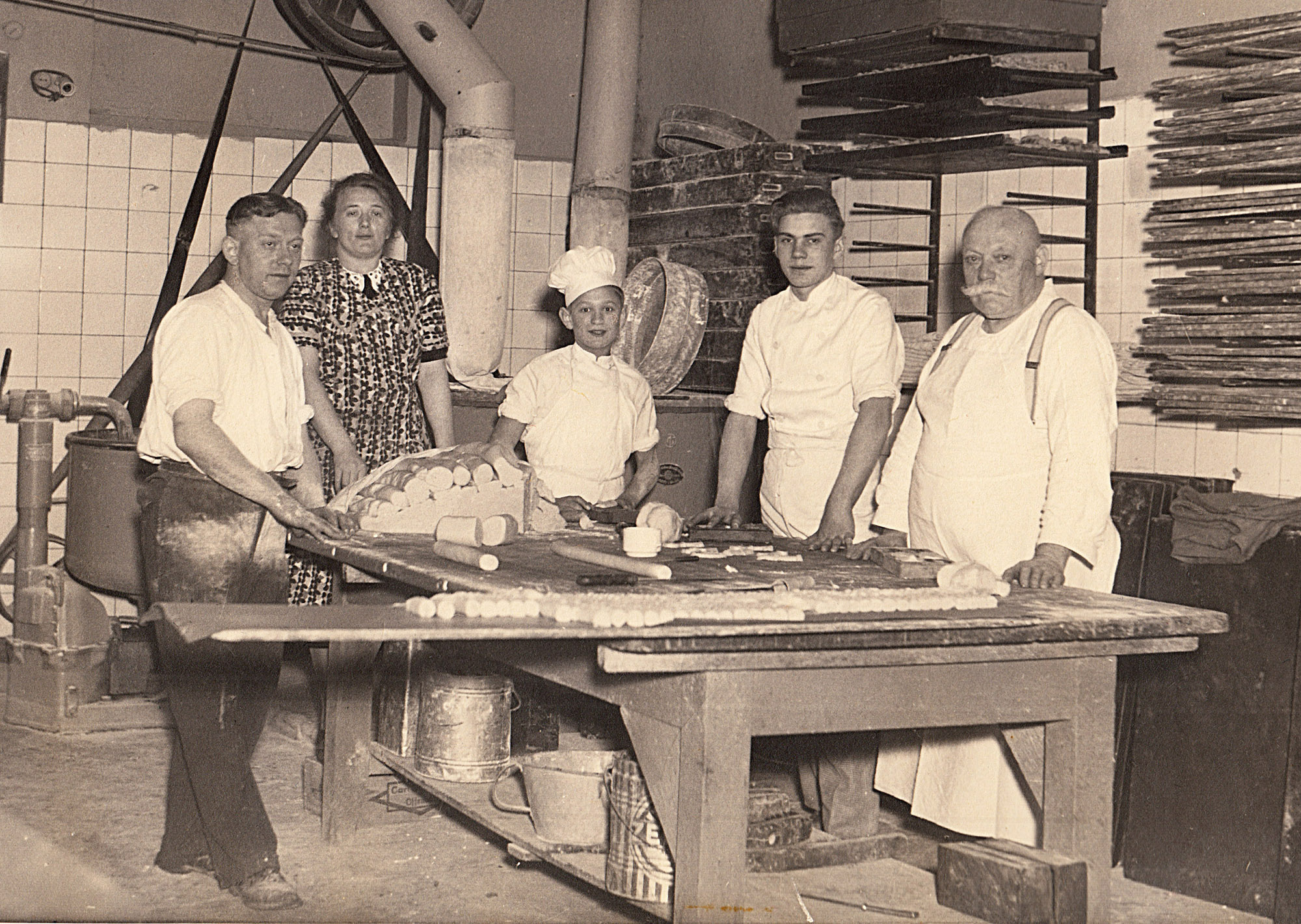
Martha Kronenberg (2.v.l.) und ihr Vater (1.v.r.) in der Backstube, 1941

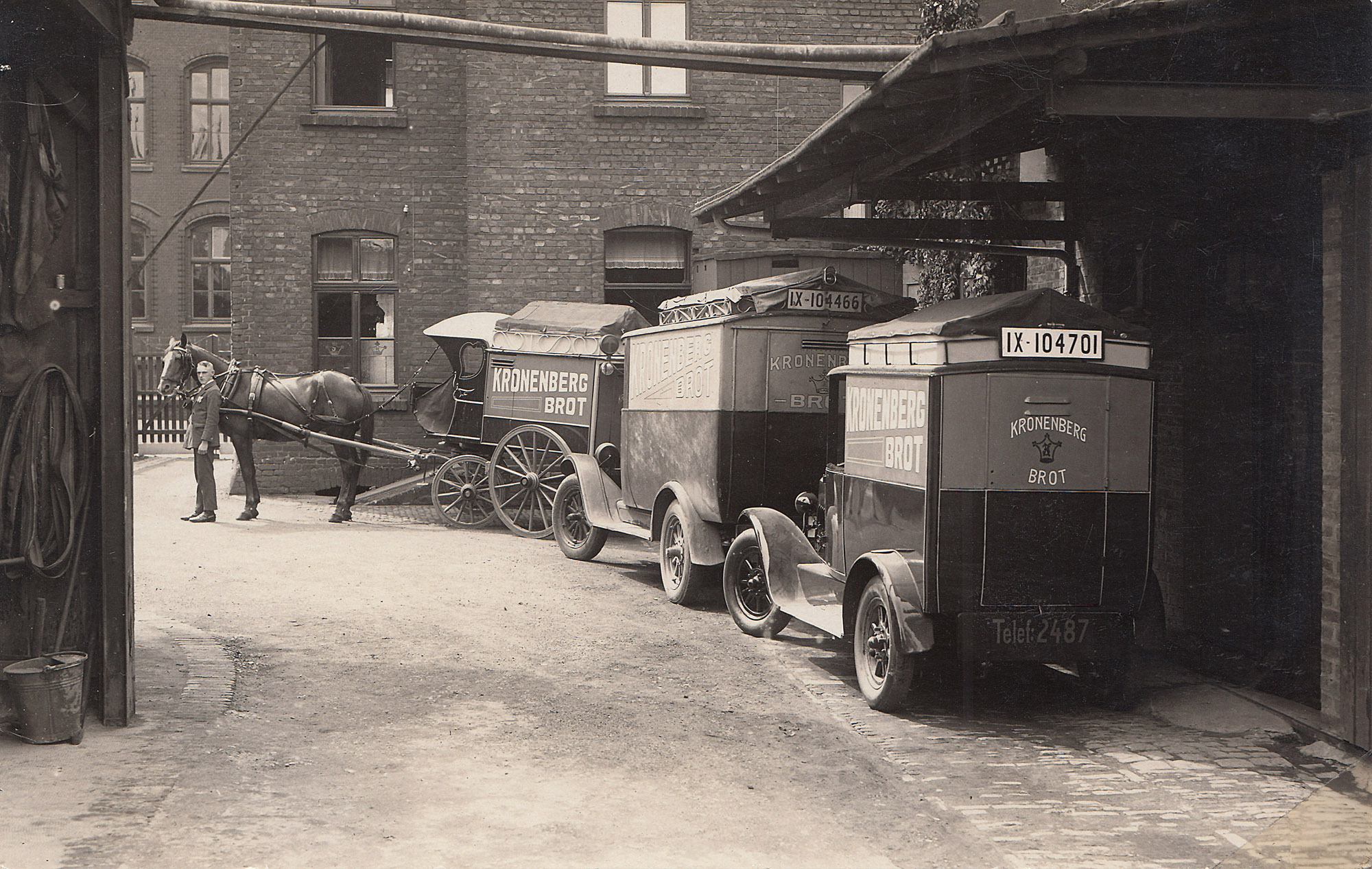
Betriebshof und Fuhrpark der Bäckerei in der Schwelmer Potthoffstraße, 1930

Ab 1939 ging Kronenberg dazu über, älteren und alleinstehenden jüdischen Damen in Schwelm und dem nahen Wuppertal Unterstützung zu leisten. Regelmäßig sucht sie gesetzesbrecherisch die entstehenden „Judenhäuser“ auf und schmuggelte Lebensmittel und Kohlen den Bedrängten zu. Der eigenen Tarnung dienten die nächtliche Dunkelheit sowie Fliegeralarme, gelegentlich auch ein an die eigene Brust gehefteter Judenstern. Der Kreis der Hilfesuchenden wuchs für sie in den begonnenen 1940er Jahren mit wachsender Repression und Verfolgung der verbliebenen Juden ständig weiter an. Zuletzt begleitete Kronenberg im Juli 1942 die betreuten Damen in Wuppertal noch bis an den Abfahrtsbahnhof ihrer Deportation in das Konzentrationslager.
Das systemfeindliche Engagement der Familie Kronenberg war den nationalsozialistischen Behörden in Schwelm nicht unbekannt und führte zu intensiver Beobachtung durch die Gestapo, auch zu wiederholten Hausdurchsuchungen in der Potthoffstraße (heute Nr. 10). Den Behörden gelang es derweil nicht, die stadtbekannte und respektierte Bäckersfamilie zu belangen. Vor allem schützte Kronenbergs die feste Einbindung in die katholische Gemeinde, zu deren Netzwerk auch Otto Happ (1891–1980) zählte, der Leiter der Polizeibehörde von Schwelm und dem Ennepe-Ruhr-Kreis.
Im Keller des eigenen Hauses verbarg Kronenberg hinter einer eingezogenen Tarnmauer letzte Wertsachen der von ihr betreuten Damen, weitere Wertsachen waren im Garten eingegraben. Sie blieben bei den Durchsuchungen der Gestapo unentdeckt. Nach dem Krieg restituierte Kronenberg die Habe den Nachfahren der Ermordeten.
1941 sprach Kronenberg auf der Straße eine etwa gleichaltrige jüdische Mitbürgerin an, ihre Hilfe anbietend. Mit Erna Cohn, geb. Marcus (1908–2000) verband sie bald eine intensive Freundschaft, zu der sie regelmäßig auch deren Wohnung und Elternhaus besuchte, dann das einzige „Judenhaus“ Schwelms (heute Bahnhofstraße 37). Trotz vorsichtiger Tarnung ihrer Besuche nur zur Nachtzeit, ging Kronenberg doch fest davon aus, von Nachbarn beobachtet und denunziert zu werden. Sie setzte die Besuche fort, bis Cohn 1943 aus Schwelm deportiert wurde.
Um der Freundin noch im Konzentrationslager Beistand zu leisten, organisierte Kronenberg einen regelmäßigen getarnten Paketversand von Lebensmitteln an eine Scheinadresse im Lager Theresienstadt. Die Pakete erhielt Cohn während der Dauer eines Jahres, bevor sie 1944 in das Vernichtungslager Auschwitz weitertransportiert wurde. Cohn überlebte den Holocaust und emigrierte 1946 in die USA.
Kurz vor Kriegsende wurden sämtliche Mitglieder der Familie Kronenberg auf eine „schwarze Liste“ der Schwelmer NS-Behörden eingetragen, verurteilt zu sofortiger Liquidation beim erwarteten Zusammenbruch des Systems. Das katholische Netzwerk um Polizeichef Otto Happ soll zur Rettung der Familie beigetragen haben, als auf ungeklärte Weise die Liste wenig später in den Amtsräumen der Polizei verbrannte.
Nach Kriegsende engagierte Kronenberg sich ehrenamtlich bei der Wiederherstellung des zuvor mehrfach geschändeten und weitgehend zerstörten Jüdischen Friedhofs von Schwelm. Für Artur Cohn, den 1943 verstorbenen Ehemann ihrer Freundin Erna, ließ sie eine Grabstätte erstmals anlegen (Foto bei Commons). In den folgenden Jahrzehnten kamen wiederholt emigrierte Angehörige der Familie Marcus, zu der auch Erna zählte, aus den USA zu einem Besuch Kronenbergs nach Schwelm und bezeugten dabei vielfach und noch lebenslang Dankbarkeit gegenüber der einstigen Helferin.
1975 wurde Kronenberg von Familie Marcus zu einem Besuch in die USA eingeladen. Bei dieser Gelegenheit trug die dortige Zeitung „Richmond News Leader“ erstmals Erinnerungen der beiden Freundinnen aus der NS-Zeit in Schwelm an die Öffentlichkeit. Weitere fünf Jahre dauerte es, bis auch in Schwelm das Engagement Kronenbergs auf dem Weg über einen Artikel des Vereins für Heimatkunde 1980 erstmals bekannt wurde.
1989 stellte die 78-jährige Kronenberg ihre Erinnerungen in einem Radio-Interview für die aus Schwelm gebürtige Journalistin Marion Kollbach ausführlich dar. 2016 wurden dieselben Erinnerungen noch einmal in einer umfangreichen Recherche und Dokumentation für den Verein für Heimatkunde ausgearbeitet.

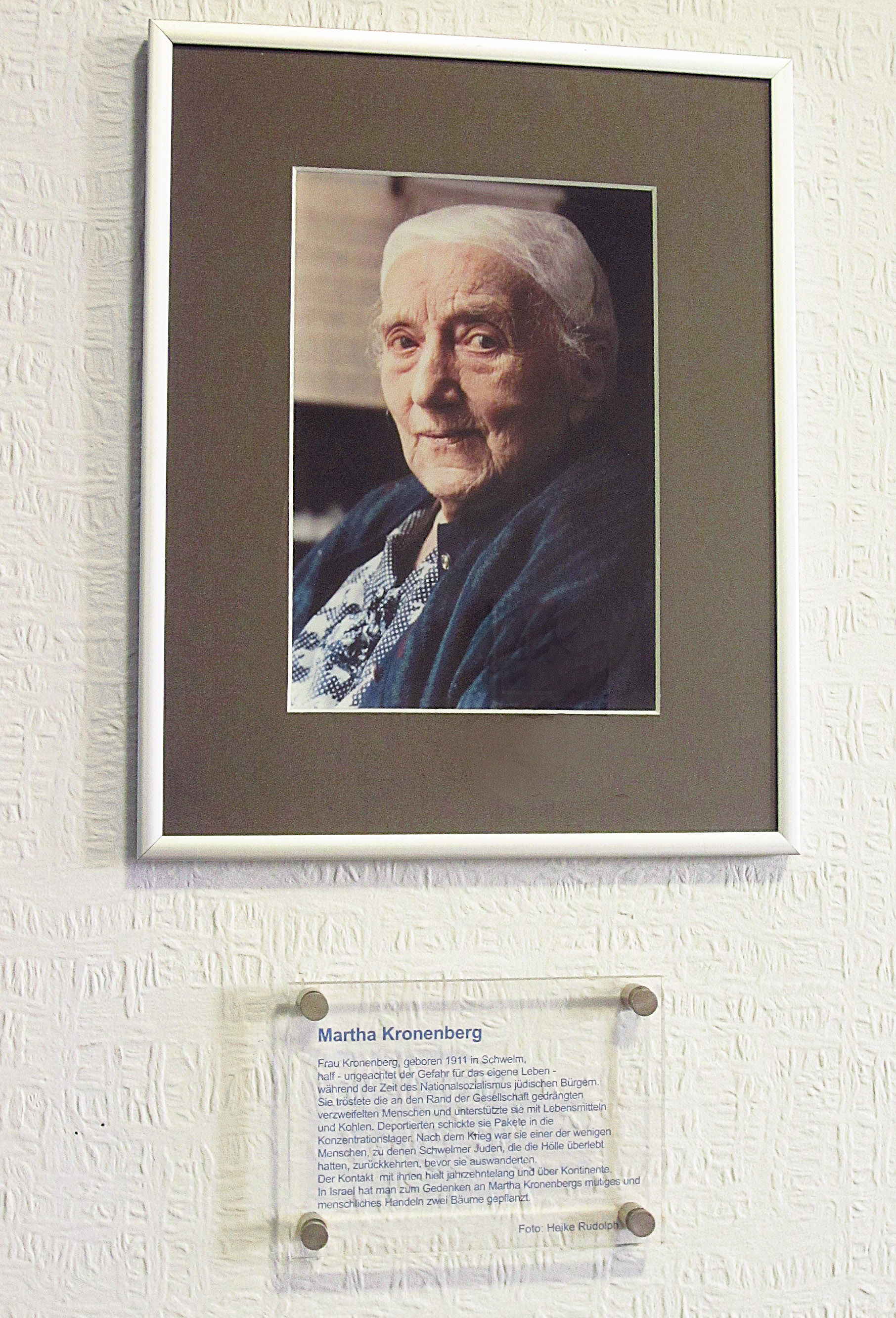
Ehrendes Porträt Kronenbergs im Schwelmer Rathaus (seit 2009)

## Ehrungen
Die Stadt Schwelm würdigte Kronenberg 2009 auf Anregung von Saraswati Albano-Müller mit einem im Rathaus angebrachten ehrenden Porträtfoto nebst Erläuterungstafel. Im September 2018 entschied der Schwelmer Stadtrat, eine geplante Straße als künftigen „Martha-Kronenberg-Weg“ auszuweisen.

## Zeitungsartikel
- Einstige Semmelfrau denkt an alte Zeiten. 100 Jahre Bäckerei. In: Westfälische Rundschau, Ausgabe Schwelm, 17. Februar 1996.
- Martha Kronenberg half mit Brot und Kohlen. Der „Engel aus Schwelm“ riskierte sein Leben. Bei den Nazis stand sie auf „schwarzer Liste“ – Besuch aus den USA. In: Westfälische Rundschau, Ausgabe Schwelm, 8. Mai 1987.
- Wiedersehen mit Erinnerungen an die Töchterschule. Besuch aus USA in Schwelm. In: Westfälische Rundschau, Ausgabe Schwelm, 24. Juli 1985.
- Wiedersehen mit Martha Kronenberg: „Das hätten wir uns nie erträumt“. Natalja Ochtisowna und Maria Stjoshka gestern an der Potthoffstraße zu Besuch. In: Westfälische Rundschau, Ausgabe Schwelm, 3. Juli 2003.